# Dalt Vila

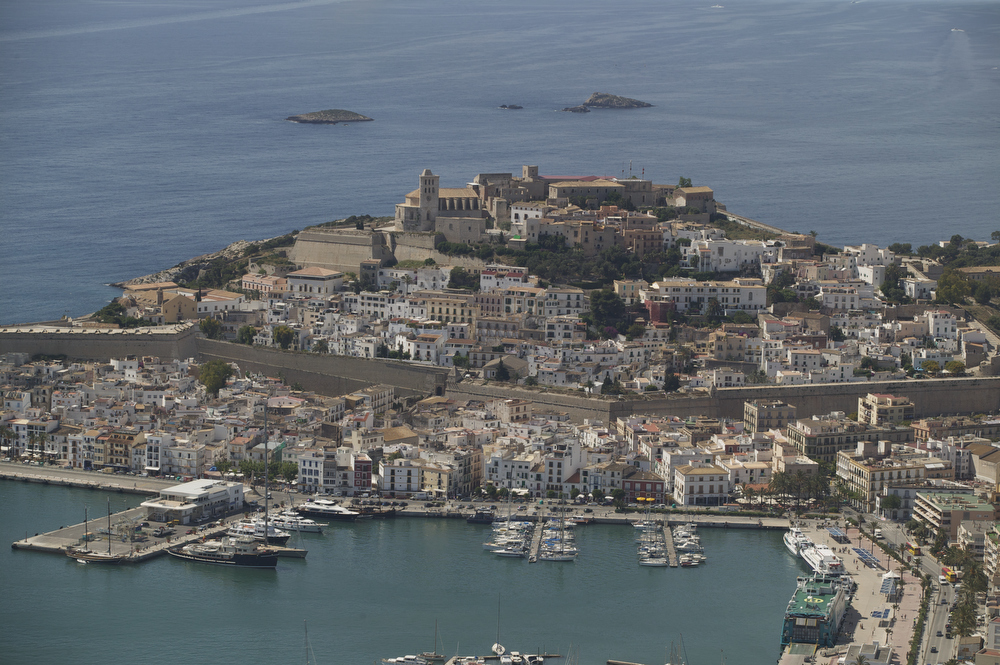
Vista aérea

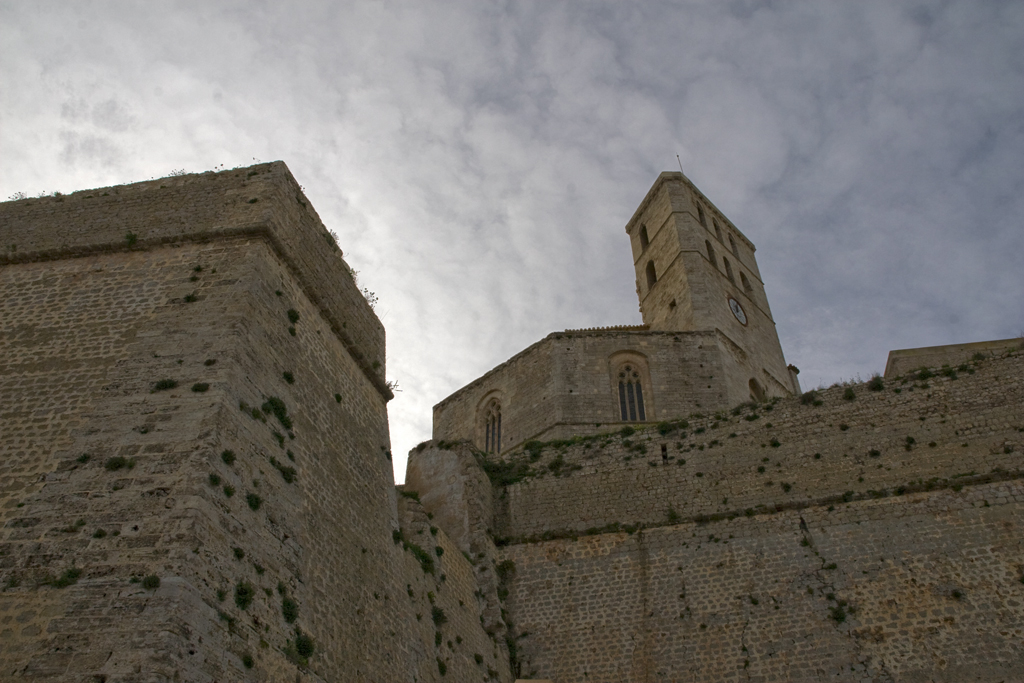
Muralles de Dalt Vila

Dalt Vila é o nome pelo qual se conhece a parte elevada do centro histórico da cidade de Ibiza, capital da ilha de Ibiza (Ilhas Baleares, Espanha). Desde 1999, está registrada, junto com outros bens culturais e naturais, como Patrimônio Mundial da UNESCO, com o título Ibiza, Biodiversidade e Cultura.